# Darko Mađarovski
Darko Mađarovski (* 17. Juni 1983) ist ein ehemaliger serbischer Tennisspieler.

## Karriere
Mađarovski war erfolgreich auf der ITF Junior Tour. Er spielte bei allen Grand-Slam-Turnieren und gewann im Doppel mit dem Osaka Mayor’s Cup eines der wichtigsten Jugend-Turniere. In der Rangliste schaffte er es bis auf Platz 3 im Jahr 2000.
Ab 2001 nahm er an Profiturnieren teil. 2003 konnte er im Doppel für erste Erfolge sorgen. In Samarqand und Belgrad stand er jeweils im Finale eines Challengers, das beide Male verloren ging. Dennoch kam er so auf seinen Bestwert in der Tennisweltrangliste von Platz 331. Im Folgejahr stand er in Belgrad erneut im Finale. Im Einzel schaffte er 2003 mit dem Halbfinaleinzug in Buxoro, wo er gegen Marcos Baghdatis verlor, den Sprung auf sein Karrierehoch von Rang 332. Die ersten Titel gewann er auf der ITF Future Tour im Doppel 2004 sowie 2005 und im Einzel zweimal im Jahr 2005.
In den folgenden Jahren kamen weitere Titel hinzu. Von 2006 bis 2008 gewann der Serbe jeweils ein Future im Einzel sowie im Doppel fünf Titel 2006 und zwei weitere 2009. Zu einer Etablierung auf der Challenger Tour kam es nicht. Meist stand er in der Rangliste auf Plätzen rund um 500. Sein einziges Turnier auf der ATP Tour spielte er im Doppel in Belgrad 2009, wo er mit einer Wildcard an den Start ging. An der Seite von Marko Đoković, dem Bruder von Novak Đoković, gewann er überraschend gegen die Weltranglistendritten Daniel Nestor und Nenad Zimonjić im Match-Tie-Break. In der folgenden Runde unterlagen sie dann Johan Brunström und Jean-Julien Rojer recht deutlich. Im selben Jahr beendete Mađarovski seine Karriere.